# Crozetulus minutus
Espèce
Crozetulus minutus est une espèce d'araignées aranéomorphes de la famille des Anapidae.

## Distribution
Cette espèce est endémique de l'archipel des Crozet aux Terres australes et antarctiques françaises.

## Publication originale
- Hickman, 1939 : Opiliones and Araneae. British, Australian and New Zealand Antarctic Research Expedition 1929-1931. Reports-Series B. Adelaide, vol. 4, no 5, p. 157-188.